# Andrew Libano
Andrew Libano   (Nova Orleans, 19 de gener de 1903 - 22 de juny de 1935) va ser un regatista estatunidenc que va competir durant la dècada de 1930.
El 1932 va prendre part en els Jocs Olímpics de Los Angeles, on va guanyar la medalla d'or en la categoria de Classe Star del programa de vela. Libano navegà a bord del Jupiter junt a Gilbert Gray.